# إدوارد فودغ
إدوارد فودغ (بالإنجليزية: Edward Fudge)‏ هو عالم عقيدة ومحامي أمريكي، ولد في 13 يوليو 1944 في ليستر في الولايات المتحدة، وتوفي في 25 نوفمبر 2017 في هيوستن في الولايات المتحدة.